# Horta Oest
Pour les articles homonymes, voir Horta.
L'Horta Oest (en castillan : Huerta Oeste) est une comarque de la province de Valence, dans la Communauté valencienne, en Espagne. Son chef-lieu est Torrent.

## Géographie
|  |

## Communes
- Alaquàs
- Aldaia
- Manises
- Mislata
- Paterna
- Picanya
- Quart de Poblet
- Torrent
- Xirivella